# Wallhamn
Wallhamn AB är ett svenskt hamnföretag, som äger och driver hamnen Wallhamn för roro-fraktfartyg på Tjörn. Företaget ägs idag av den italienska Grimaldigruppen. 

## Historik
Wallhamn grundades 1962 av bröderna Lars Johansson och Vilgot Johansson tillsammans med Walleniusrederierna och Bengt Törnqvist. I Wallhamn AB hade Wallenius ursprungligen 50% av aktierna, Lars Johansson 35,7% och Bengt Törnqvist 14,3%. Det första fartyget anlöpte hamnen 1965. År 1973 köpte bröderna Johansson ut Bengt Törnqvist och Walleniusrederierna och startade rorofrakttrafik med specialfartyg byggda vid Lödöse varv i rederiet Roto-Line. 
Bröderna Johansson expanderade kraftigt sin verksamhet inom den löst organiserade Johanssongruppen under 1960- och 1970-talen, bland annat med roro- och kusttankerfartyg och köp av varven Lödöse varv och Oskarshamns varv. År 1982 gick ett stort antal Johanssonbolag i en omfattande konkurshärva, bland annat Wallhamn AB, efter en kris i bland annat Oskarshamns varv. Staten förlorade omkring en miljard kronor.
Wallhamn hamnade därmed i ägo av Tjörns kommun. År 2004 köptes företaget av den italienska rederigruppen Grimaldi Group, det Walleniusägda koreanska Roro-rederiet Eukor och en skeppsmäklarfirma. Från 2009 är det helägt av Grimaldi Group.

## Verksamhet
Wallhamn är en hamn för att lasta och lossa personbilar, lastbilar, bussar och industrimaskiner. Företaget bedriver anknuten verksamhet som inspektion av gods samt fordonsverkstad. På hamnområdet finns magasin på 15.000 m² och lagringsutrymme utomhus på 200.000 m². Det finns parkeringsplatser för 17 500 fordon.